# Enneapterygius etheostomus
Enneapterygius etheostomus és una espècie de peix de la família dels tripterígids i de l'ordre dels perciformes.

## Morfologia
- Els mascles poden assolir 5,5 cm de longitud total.[2][3]

## Alimentació
Menja algues.

## Hàbitat
És un peix marí de clima temperat que viu fins als 21 m de fondària.

## Distribució geogràfica
Es troba al Japó (incloent-hi les Illes Ryukyu), la Xina, Corea, Taiwan, Hong Kong i el Vietnam.